# کرنش برشی

کرنش برشی

کرنش برشی (به انگلیسی: Shear strain) واکنش جسم (کرنش) به نیروی تنش برشی اعمال شده‌است و در نتیجه مانند تنش برشی یک تنسور است.
مقدار آن برابر است با تانژانت زاویه تغییر یافتن حالت جسم در اثر تنش یا مقدار جابجایی سطحی که بر آن تنش برشی اعمال شده تقسیم بر فاصله همان سطح از نقطه‌ای که سطحی که جابجایی آن صفر است. یا از لحظ فرمولی:
{\displaystyle K=\tan \theta ={\frac {\Delta x}{L}}}
که در آن:
{\displaystyle \theta } زاویه تغییر
K کرنش برشی
{\displaystyle \Delta x}جابجایی سطحی که تنش بر آن اعمال شده و
L فاصله سطح بالا از نقطه‌ای که جابجایی آن صفر است.
اگر مقدار تنش برشی اعمال شده را تقسیم بر مدول صلابت(مدول برشی) هر ماده کنیم مقدار کرنش برشی نیز بدست می‌آید